# Michelade
De Michelade was een bloedbad op 29 september 1567 in Nîmes, in het koninkrijk Frankrijk, tijdens de Tweede Hugenotenoorlog. Protestanten doodden er katholieken. De naam komt van de feestdag van de aartsengel Michaël die viel op de dag van de feiten.

## Feitenrelaas

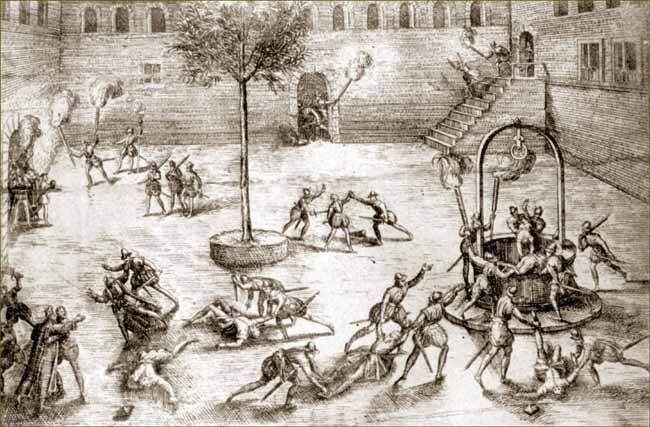
Michelade in Nîmes; rechts, de waterput in het bisschoppelijk paleis

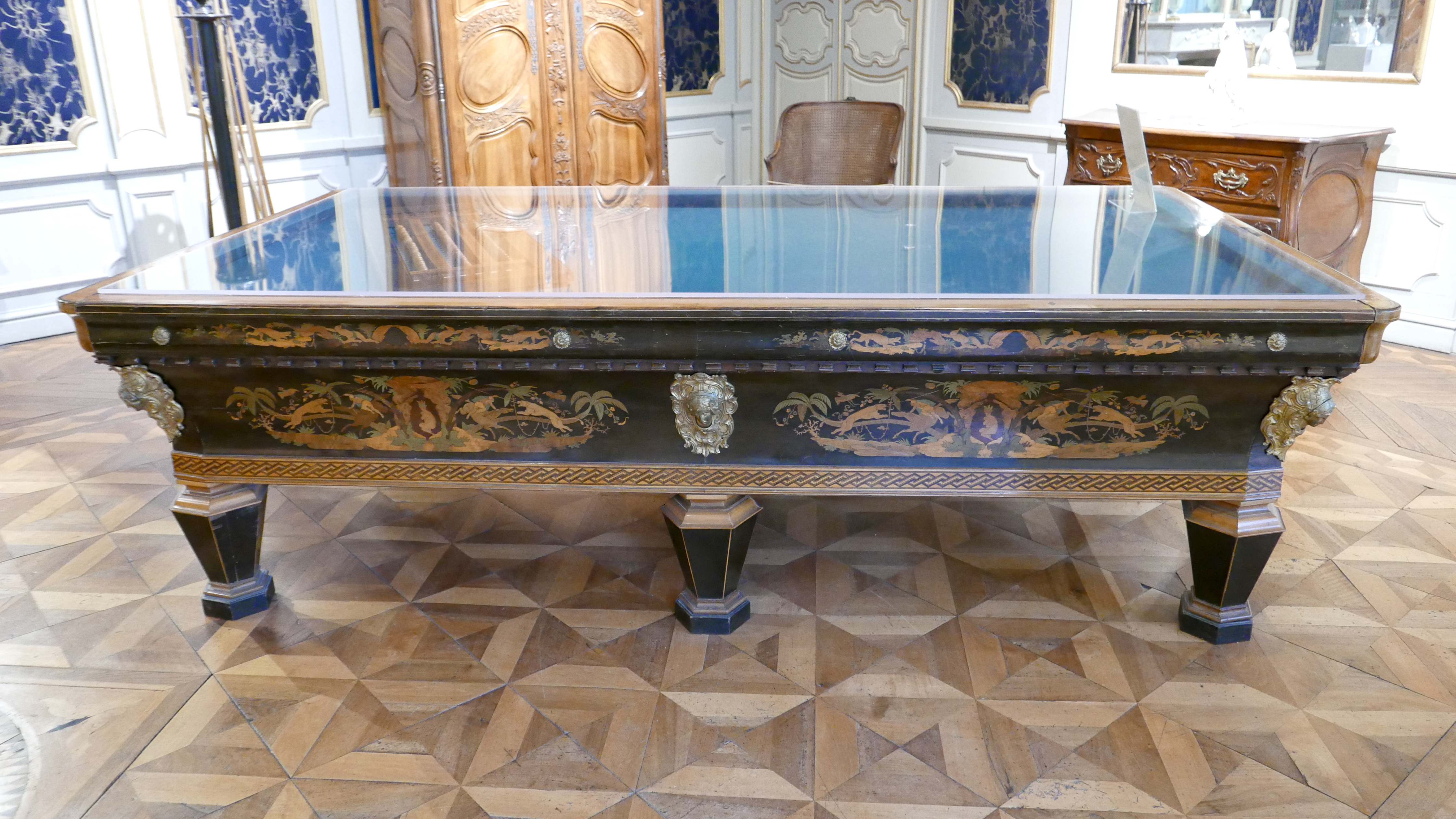
Musée du Vieux Nîmes, het voormalig bisschoppelijk paleis

In 1567 was Anne van Montmorency op oorlogspad. Hij was een militair aanvoerder van de katholieken in Frankrijk. Op 28 september 1567 ontsnapte koning Karel IX ter nauwerdood aan ontvoering tijdens de Verrassing van Meaux. Het was een van de wapenfeiten tijdens de Tweede Hugenotenoorlog (1567-1568).
Ook in steden in de provincie Languedoc was het al onrustig na de warme zomer van 1567. De bisschop van Montpellier had het niet begrepen op de seneschalk van de koning, kapitein La Grille. La Grille was een hugenoot en had, onder andere, vrienden bij de protestantse familie Calvières in Nîmes. Op 29 september 1567, één dag na de Verrassing van Meaux, was het jaarmarkt in Nîmes, tezamen met het feest van de aartsengel Michaël. Op de markt ontstond er tumult tussen een groentenverkoopster en de protestantse militie. Dit escaleerde. De eerste consul van de stad, Guy Rochette, een katholiek, kreeg de rel niet onder controle. Gewapende katholieken en protestanten geraakten slaags. De katholieken riepen dat Karel IX en zijn moeder Catherina de Médicis gevangen zaten bij protestantse troepen. De winkels sloten in Nîmes. De hugenoten kregen de overhand in de gevechten. De protestantse milities werden geleid door officieren van het Franse leger en advocaten van Nîmes. Rochette’s schoonvader bezat de sleutels van de stadspoorten doch de hugenoten vonden de sleutels niet. Het huis van de schoonvader van Guy Rochette ging als eerste in vlammen op. Bernard d’Elbène, de bisschop van Nîmes, kon zich, met hulp van zijn bedienden, wegstoppen. De vicaris-generaal van het bisdom en enkele katholieke geestelijken werden onmiddellijk gedood. De hugenoten doorzochten het bisschoppelijk paleis, plunderden het en de goudschat van de bisschop verdween in de rellen. De kathedraal van Nîmes en het nabije klooster werden eveneens geplunderd. ’s Nachts bleven nog andere katholieken opgesloten in kerkers. De lijst van te doden katholieken hing op aan het stadhuis van Nîmes; de meesten waren geestelijken. ’s Anderendaags brachten de hugenoten hen op het binnenplein van het bisschoppelijk paleis. Ze sneden hen de keel over en smeten alle lijken in de waterput van de bisschop.
Bisschop Bernard werd uit het huis gehaald waar hij zich verstopt had. Het was in het woonhuis van raadsheer de Sauvignargues. Bernard vroeg om zijn leven te sparen en bood honderd goudstukken aan. Aangezien hij dit niet in het bezit had, vroeg hij dit geld aan zijn bedienden en ook aan de Sauvignargues. Deze laatste voerde het woord met de protestantse militie. De militie vond het bedrag te laag. Een groepje soldaten kroop op het dak van het huis en riep ‘tue, tue les papistes’, dood aan de papisten. De soldaten rukten alle geldbeugels af van de bisschoppelijke bedienden, smeten zich op de ringen van de bisschop en trokken bij het hele gezelschap de kleding af. De ceremoniemeester Louis de Sainte Sofie werd hierbij gedood. De protestantse militie trok de bisschop en zijn gevolg mee naar het (geplunderde) bisschoppelijk paleis. Een van de militieleden, Jacques Coussinal, riep plotseling dat hij het leven van de bisschop ging sparen. Coussinal verschanste zich met de bisschop in een leegstaand huis. Hij dreigde iedereen overhoop te schieten die de bisschop kwam doden. Bernard overleefde de Michelade want de hugenoten verjoegen hem uit de stad. De bisschop vluchtte naar Arles.
Historici gaan uit van een 80 à 100 gedode katholieken, de meesten geestelijken, in Nîmes tijdens de Michelade. Dit bloedbad was de tegenhanger van het Bloedbad van Wassy tijdens de Eerste Hugenotenoorlog.

## Vervolg
Met de Michelade (1567) eindigde het geweld in de tweede fase (1567-1568) van de Hugenotenoorlogen in Frankrijk. De tijd na de Michelade werd omschreven als een 'drôle de guerre', een rare oorlog, want er waren geen wapenfeiten meer. In 1568 sloten katholieken en hugenoten de Vrede van Longjumeau. Een tijdelijke vrede slechts. Van 1568 tot 1570 vond immers de derde Hugenotenoorlog plaats, na aanstoken door paus Pius V.

## Waterput
De waterput in het bisschoppelijk paleis bevatte tientallen lijken. Ze werd overbouwd met een klein monument. Het droeg de naam Puits de Malemort.
Een aantal beenderen werden uit de put gehaald en begraven onder het altaar van de kapel Sainte Eugénie. In de 17e eeuw noteerde bisschop Fléchier dat hij deze beenderen gezien had onder het altaar. Hij schreef ze toe aan de slachtoffers van de Michelade. In de 19e eeuw werd de waterput dichtgegooid tijdens verbouwingswerken in het bisschoppelijk paleis. Kanunnik Durand noteerde in 1882 dat hij de beenderen gezien had.
In de 20e eeuw werd het bisschoppelijk paleis omgevormd tot het Musée du Vieux Nîmes. De plek van de waterput is te situeren onder de linkervleugel van het museum.